# Бойко Роман Петрович
Бойко Роман Петрович (20 травня 1942, с. Скоморохи Тернопільського району Тернопільської області) — український співак (бас-баритон), педагог, громадський діяч. Заслужений артист УРСР (1989). Лауреат міжнародних конкурсів вокалістів у Каунасі (1967) і «Золоті трембіти» в Трускавці (1991), всеукраїнського конкурсу виконавців пісень на вірші І. Франка у Львові (1981). Всеукраїнської премії ім. С. Крушельницької (1986, 1991) та ім. Братів Лепких (1998). Голова товариства митців Тернопільщини «Боян» (від 1993).

## Життєпис
Закінчив Тернопільське музичне училище ім. С. Крушельницької (1968), Львівську консерваторію (1972).
У 1972—1974 — соліст Київського театру оперети. Від 1974 — викладач Тернопільського музичного училища й одночасно — камерний співак Тернопільського відділлу Українського музичного товариства, від 1986 — керівник фольклорного ансамблю «Терноцвіт».
У 1990—1992 — начальник Тернопільського обласного управління культури.
У 1992—2002 — голова асоціації «Світ культури» в Тернополі.
У 1993 — директор, художній керівник «Оркестри Волі».
Від 1994 — доцент кафедри історії та філософії ТАНГ.

## Доробок
У репертуарі — арії з опер та оперет, романси українських і зарубіжних композиторів, народні, повстанські та стрілецькі пісні.
Написав п'єсу «Жорна смерті» (1992).
Автор музики до пісень «Ой там на Івана» (сл. В. Вихруща), «Павутинка» (сл. М. Левицького), «Пісня козаків» (співавтор, сл. Б. Мельничука) та інші.